# Lärmpegelbereich
Der Lärmpegelbereich (LPB) bezeichnet im Baurecht für zu bebauende Flächen bzw. Fassaden, Bereiche, auf denen mit erhöhtem Lärmaufkommen (zumeist Verkehrslärm) gerechnet werden muss. In der Regel wird der Lärmpegelbereich durch Bebauungspläne oder Lärmkarten festgelegt. Ansonsten erfolgt die Bestimmung durch Ermittlung des Maßgeblichen Außenlärmpegels gemäß DIN 4109. Aus dem Lärmpegelbereich ergeben sich baurechtliche Anforderungen bzw. Einschränkungen, was z. B. die Schalldämmung (vor allem der Fenster), die Platzierung von Lüftungsöffnungen oder Ausrichtung von Schlafräumen betrifft.
Mit der Novellierung der DIN 4109-1 im Januar 2018 erfolgt die Dimensionierung der Außenbauteile dB-genau. Werden festgesetzte Lärmbereiche in diese Berechnung übernommen, wird mit der Obergrenze des entsprechenden Lärmpegelbereiches gerechnet.
| Lärmpegelbereich | Maßgeblicher Außenlärmpegel La in dB(A) |
| ---------------- | --------------------------------------- |
| I                | bis 55                                  |
| II               | 56 bis 60                               |
| III              | 61 bis 65                               |
| IV               | 66 bis 70                               |
| V                | 71 bis 75                               |
| VI               | 76 bis 80                               |
| VII              | > 80                                    |